# كاترا، جامو وكشمير
كاترا، جامو وكشمير .كاترا أو كاترا فايشنو ديفي، كما هي معروفة عامية وشعبيا، هي مدينة صغيرة تقع في منطقة رياسي للدولة الهندية في ولاية جامو وكشمير الواقعة في سفوح جبال تريكوتا، حيث يقع الضريح المقدس لفايشنو ديفي. ويقع على بعد 42 كيلومتر من مدينة جامو.

## الموقع الجغرافي
تقع المدينة كاترا من الاحداثيات التالية  32°59′N 74°57′E / 32.98°N 74.95°E. معدل متوسط ارتفاعها هو875 متر (2,474قدم). وهناك أيضا تقارير تبين كمية النفط الاحتياطي الوارد في المنطقة.

## التركيبة السكانية أو الاحصائيات السكانية
كما ذكر في التعداد الرسمي للسكان في الهند لعام 2011 ، بلغ عدد سكان كاترا مع بان-جانجا 9,008. شكلت الفئة الذكرية 52% من التعداد السكاني وشكلت الفئة الانثوية 48% من التعداد. بلغ معدل نسبة التعليم (معرفة القراءة والكتابة) في كاترا 70%, اعلى من المعدل الوطني بنسبة 59%. نسبة الذكور المتعلمين هو 77%, بينما نسبة الإناث المتعلمات هو 65%. في كاترا، 14% من عدد السكان هو تحت عمر 6 سنوات.

## السياحة
كاترا تقوم بخدمة الحجاج الذين يزورون فايشنو ديفي، باعتبارها مخيما ومعسكرا اساسي لهؤلاء الحجاج. لديها مجال السياحي المزدهر الذي تقوم بتقديم العديد من الخدمات السياحية ومنها: الفنادق، دور الضيافة، المطاعم، العديد من الوجبات السريعة التي تناسب جميع أنواع الميزانيات. تقوم بتوفير اقامات سكنية مجانية أيضا للفقراء عبر تسجيلهم بالبرامج المخصصة التي تستهدف على تهيئة ساريس للمساعدات الخيرية. وازداد عدد الحجاج الذين يزورون الضريح كل سنة من 1.4 مليون في 1986 إلى 8.2 مليون في 2009. خلال هذه السنوات، تغير كل الشيء، لكن هناك شيء واحد يجب ان لا تفوته وهو فرصة المشي عبر البازار الرئيسي (السوق) لشراء (لا تنسى أو تتردد لتأخذ خصم باقل الاسعار) الهدايا التذكارية، الفواكة الجافة، الثياب الصوفية، الملابس، سترات من الجلد، الخ. للوصول إلى فايشنو ديفي ماندير (معبد), يجب على الحجاج ان يسجلون في كاترا من قبل البدء بالرحلة. في مرحلة التسجيل، يحصل الحجاج على التأمين ضد الحوادث في فترة الرحلة ب 1 من مئة الف روبية هندية.تبلغ مسافة الرحلة 14 كيلومتر. هناك أيضا رحلة أخرى (1.5 كيلومتر) من معبد فايشنو ديفي إلى بابا بهايروناث. وكما يقال ان الحج لا يكتمل الا بزيارة المعبد في الاخير. المشاهد والمناظر خلال هذه الرحلة تكون خلابة ورائعة. عربات الريشكو (عربات هندية) والسيارات الصديقة للبيئة وخدمات المروحية جميعها متوفرة، لجعل الرحلة أكثر امتاعا.

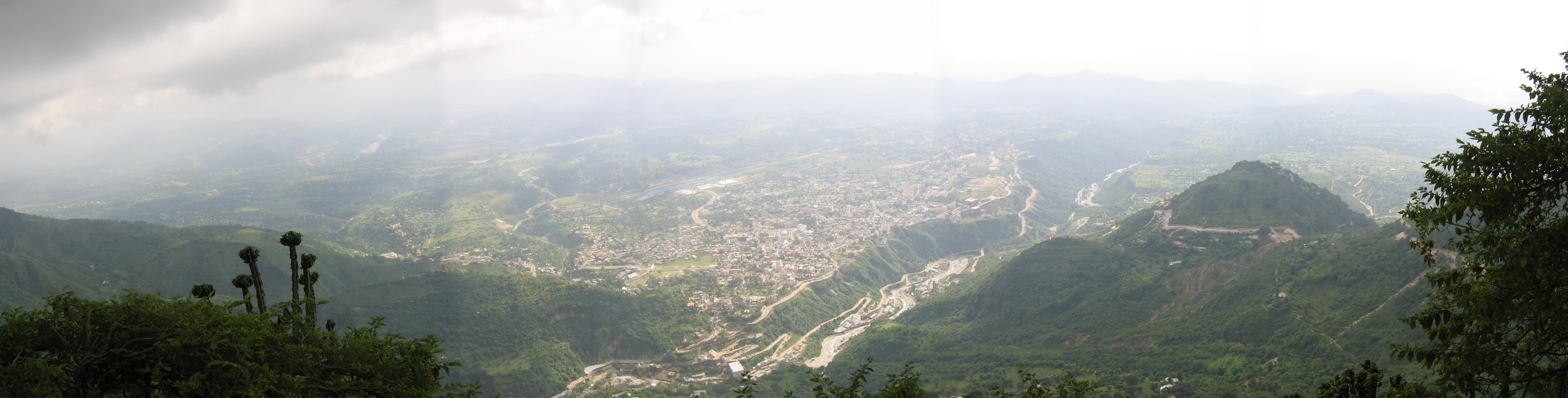
Panoramic view of Katra, seen from Vaishno Devi.

## المواصلات
لقد تم ربط ووصل المدينة ببعضها عبر الشوارع والطرق السريعة والرئيسية للدولة لفترة طويلة، لكن مؤخرا لقد تم وصلها وربطها عبر السكك الحديدية الهندية. خط السكة الحديدية (لجامو أودهامبور سريناجار بارامولا) يقوم بربط محطة السكة الحديدية لكاترا المربوطة بالسكك الحديدية الشمالية إلى باقي شبكات السكك الحديدية الأخرى.
لقد تم افتتاحها عبر رئيس الوزراء الهندي (نارندرا مودي) في 4, تموز 2014. 

## روابط خارجية
- All Trains at Shri Mata Vaishno Devi Katra Railway Station
- Official website of the Shri Mata Vaishno Devi Shrine Board
- Complete Information Website on Shri Mata Vaishno Devi Shrine